# Tropaeolum tuberosum
Красоля бульбоносна (Tropaeolum tuberosum) — вид однорічних та багаторічних трав'янистих рослин з роду красоля родини красолевих. Інші назви «анью», «ісаньйо», «кубіо», «машуа». На батьківщині в Латинській Америці широко використовується в їжу.

## Опис
Стебло повзуче, сукулентне, листя лопатеве, квітки поодинокі, великі, воронкоподібні, жовтого, помаранчевого чи яскраво-червоного забарвлення. Квітки мають специфічний запах внаслідок вмісту алкалоїду мірозину.
Кореневищні бульби розміром до 10 см, грушоподібної, подовжено-овальної або веретеноподібної форми, білого кольору, біля вічок з розпливчастими червоно-фіолетовими плямами. Бульби з Перу і Болівії — жовті з короткими радіальними фіолетовими смужками в основі вічок, м'якоть жовта. Сирі бульби мають специфічний запах і пекучий смак, схожий на гірку редьку.

## Розповсюдження і вирощування
Рослина культивувалася в державах муїсків, андських народів, насамперед інків. Поширена в гірських районах Центральної і Південної Америки заради багатих крохмалем грушоподібних бульб, що вживаються в їжу. Найбільше культивується в високогір'ї Колумбії, Еквадору, Перу, Болівії і Чилі на висотах до 3000 м над рівнем моря. Чим вище виростає, тим вища її врожайність (від 30 до 70 тонн на 1 га). Цю рослину іноді садять поруч з картоплею для відлякування від неї комах, нематод та інших шкідників.

## Застосування
В їжу використовують листя, квіти, плоди, насіння і кореневищні бульби. З квіток готують оцет, маринади, а також використовують у народній медицині. Зелене листя придатне для салатів, містить багато вітаміну С. Кореневищні бульби вживають вареними, печеними і смаженими, роблять рагу. Часто бульби зберігають замороженими. Варені бульби з тростинним сиропом подають як десертну страву.
Наділена ефектом, зворотнім афродизіаку. В давнину воякам війська інків перед походом давали, щоб знизити їх сексуальну активність.